# North Center (Chicago)

Situation de North Center dans la ville de Chicago

North Center est l'un des 77 secteurs communautaires de la ville de Chicago aux États-Unis. Il se situe dans le North Side.